# Cabindaenklavens befrielsefront

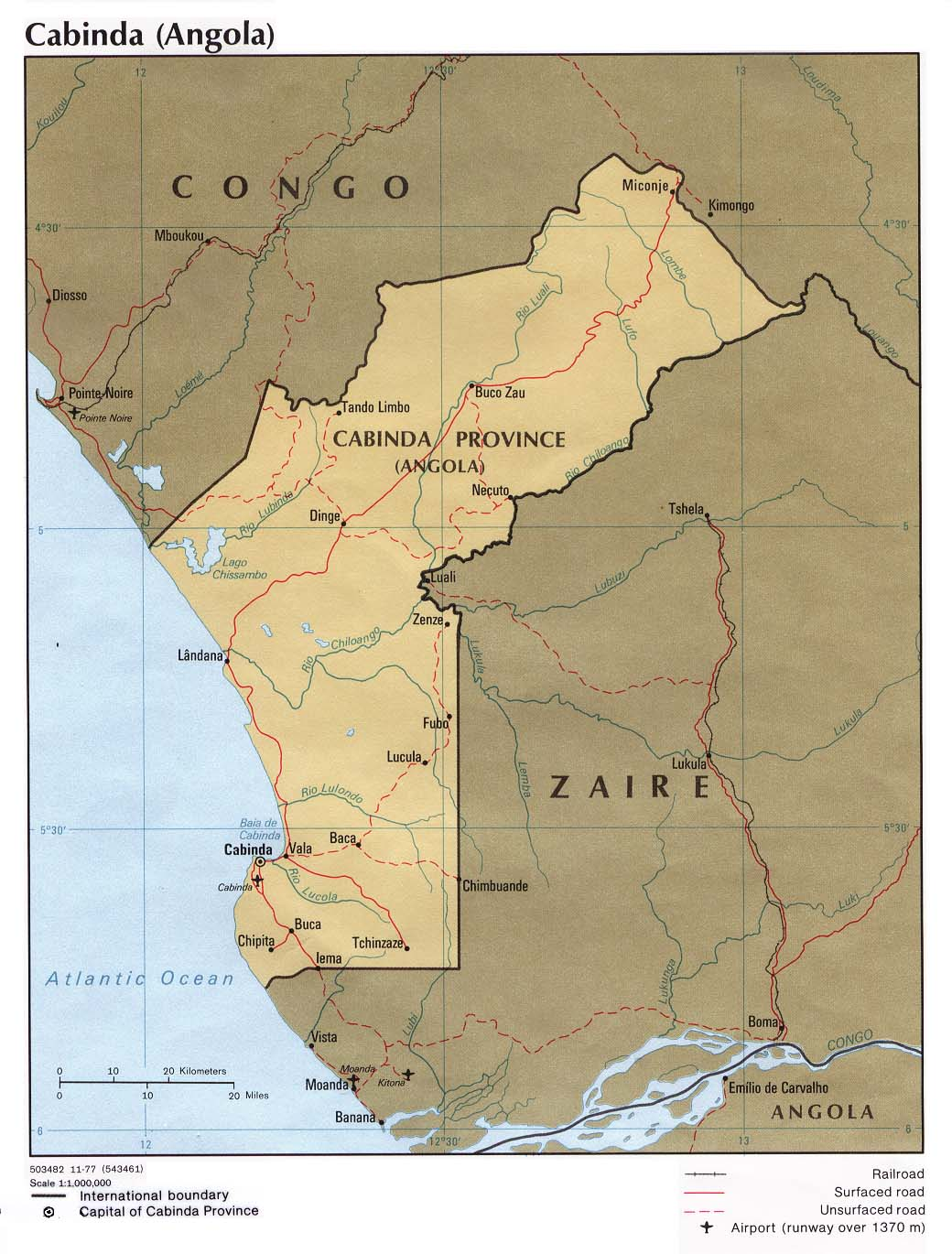
Karta över Kabinda från 1977.

Cabindaenklavens befrielsefront (portugisiska: Frente para a Libertação do Enclave de Cabinda, Flec), är en rörelse som kämpar för Kabindaenklavens självständighet från Angola. Enklaven bestod före kolonisationen av kungadömena Kakongo, Loango och N'Goyo. När Portugal lämnade sina kolonier i Afrika 1975 tog Flec kontrollen över större delen av enklaven och etablerade en provisorisk regering. Efter Angolas självständighetsdeklaration i november invaderade dock angolanska och kubanska styrkor området och inlemmade Kabinda i Angola.
Flec bildades ursprungligen i augusti 1963 genom samgående mellan tre rörelser som alla kämpade mot kolonialstyret: MLEC (Enklaven Cabindas befrielserörelse), CAUNC (Aktionsgruppen för Kabindas nationella samling) och ALLIAMA (Mayombes nationella allians). Under ledning av Luis Ranque Franque tog Flec upp kampen mot de portugisiska ockupationsstyrkorna.
1975 kontrollerade man större delen av enklaven och etablerade en provisorisk regering, ledd av Henrique Tiaho N'Zita. Den 1 augusti proklamerades Kabindas självständighet från Portugal och Luiz Ranque Franque valdes till landets första president.
Efter Angolas självständighet i november samma år togs kontrollen av området över av den nya MPLA-ledda angolanska regeringen. MPLA-styrkorna var militärt överlägsna och besegrade Flecs styrkor snabbt. Flec splittrades därefter i tre fraktioner, uppkallade efter deras respektive ledare, som alla kom att fortsätta kampen för Kabindas självständighet: FLEC-Ranque Franque, FLEC-N'Zita och FLEC-Lubota, den sistnämnda ledd av Francisco Xavier Lubota.
Senare har ytterligare grupper etablerats: Militärkommandot för Kabindas befrielse (1977), Folkrörelsen för Kabindas befrielse, MPLC (1979), Flec-Unita (UNIFLEC), Nationella unionen för Kabindas befrielse, UNLC, Kabindas Kommunistiska Kommitté, CCC, Flec-Renovada, Flec-FAC, med flera. Flera försök att ena de många motståndsgrupperna har gjorts.
Flec-Renovada skrev 2006 under ett fredsavtal med Angolas regering som de flesta andra grupper förkastat.
Den 8 januari 2010 utsattes Togos herrlandslag i fotboll för halvtimmeslång beskjutning med automatvapen under en bussresa till de Afrikanska mästerskapen. Man hade just passerat gränsen till Cabinda från Kongo-Brazzaville. Busschauffören och två i truppen dödades medan minst sju skadades. En Flecfraktion sade sig, i ett pressmeddelande, ha utfört beskjutningen men att spelarna träffats av misstag då man enbart ska ha siktat på de polisbilar som eskorterade bussarna.